# Pawnee County (Kansas)
Pawnee County ist ein County im Bundesstaat Kansas der Vereinigten Staaten. Der Verwaltungssitz (County Seat) ist Larned. Das U.S. Census Bureau hat bei der Volkszählung 2020 eine Einwohnerzahl von 6253 ermittelt.

## Geographie
Das County liegt etwas südwestlich des geographischen Zentrums von Kansas und hat eine Fläche von 1954 Quadratkilometern, wovon ein Quadratkilometer Wasserfläche ist. Es grenzt im Uhrzeigersinn an folgende Countys: Rush County, Barton County, Stafford County, Edwards County, Hodgeman County und Ness County.

## Geschichte
Pawnee County wurde am 26. Februar 1867 gebildet. Benannt wurde es nach den ehemals hauptsächlich in Nebraska beheimateten Pawnee, einem Indianerstamm.
Im Pawnee County liegt eine National Historic Landmark, die Fort Larned National Historic Site. Insgesamt sind 8 Bauwerke und Stätten des Countys im National Register of Historic Places eingetragen (Stand 30. August 2017).

## Demografische Daten
Nach der Volkszählung im Jahr 2000 lebten im Pawnee County 7233 Menschen. Davon wohnten 904 Personen in Sammelunterkünften, die anderen Einwohner lebten in 2739 Haushalten und 1785 Familien. Die Bevölkerungsdichte betrug 4 Einwohner pro Quadratkilometer. Ethnisch betrachtet setzte sich die Bevölkerung zusammen aus 90,96 Prozent Weißen, 5,00 Prozent Afroamerikanern, 0,95 Prozent amerikanischen Ureinwohnern, 0,57 Prozent Asiaten und 1,22 Prozent aus anderen ethnischen Gruppen; 1,30 Prozent stammten von zwei oder mehr Ethnien ab. 4,16 Prozent der Bevölkerung waren spanischer oder lateinamerikanischer Abstammung.
Von den 2739 Haushalten hatten 29,2 Prozent Kinder unter 18 Jahren, die mit ihnen gemeinsam lebten. 54,8 Prozent waren verheiratete, zusammenlebende Paare, 7,3 Prozent waren allein erziehende Mütter und 34,8 Prozent waren keine Familien. 32,2 Prozent aller Haushalte waren Singlehaushalte und in 15,6 Prozent lebten Menschen mit 65 Jahren oder darüber. Die Durchschnittshaushaltsgröße betrug 2,31 und die durchschnittliche Familiengröße betrug 2,91 Personen.
24,2 Prozent der Bevölkerung waren unter 18 Jahre alt. 7,3 Prozent zwischen 18 und 24 Jahre, 25,4 Prozent zwischen 25 und 44 Jahre, 24,6 Prozent zwischen 45 und 64 Jahre und 18,5 Prozent waren 65 Jahre alt oder älter. Das Durchschnittsalter betrug 40 Jahre. Auf 100 weibliche Personen kamen 112,0 männliche Personen. Auf 100 Frauen im Alter von 18 Jahren und darüber kamen 112,7 Männer.
Das jährliche Durchschnittseinkommen eines Haushalts betrug 35.175 USD, das Durchschnittseinkommen einer Familie betrug 45.634 USD. Männer hatten ein Durchschnittseinkommen von 26.751 USD, Frauen 20.931 USD. Das Prokopfeinkommen betrug 17.584 USD. 5,4 Prozent der Familien und 11,8 Prozent der Bevölkerung lebten unterhalb der Armutsgrenze.

## Orte im County
- Ash Valley
- Bert Wettar
- Burdett
- Frizell
- Garfield
- Hamburg
- Larned
- Ray
- Rozel
- Sanford
- Vaughn
- Zook

Townships
- Ash Valley Township
- Browns Grove Township
- Conkling Township
- Garfield Township
- Grant Township
- Keysville Township
- Larned Township
- Lincoln Township
- Logan Township
- Morton Township
- Orange Township
- Pawnee Township
- Pleasant Grove Township
- Pleasant Ridge Township
- Pleasant Valley Township
- River Township
- Santa Fe Township
- Sawmill Township
- Shiley Township
- Valley Center Township
- Walnut Township